# Jean-Claude Courveille
 (décembre 2020).
Jean-Claude Courveille, né à Usson-en-Forez le 15 mai 1787 et mort le 25 septembre 1866 à Solesmes, est un prêtre catholique français.
Il est notamment connu pour avoir initié avec le séminariste Étienne Déclas, « le Groupe de Saint-Irénée » ; pour ses multiples manœuvres pour essayer de se faire attribuer la fondation de la Société de Marie (Maristes) établie par Jean-Claude Colin, ainsi que de s'y faire reconnaitre comme Supérieur général ; pour avoir essayé de se faire reconnaitre comme fondateur des Frères Maristes des Écoles établies par Marcellin Champagnat ; pour un miracle et les révélations mariales dont il dit avoir bénéficié (jamais reconnus par l’Église) et pour les agressions sexuelles sur mineur qu’il a commises (reconnues par l’Église).

## Biographie
Jean-Claude Courveille est né à Usson-en-Forez le 15 mai 1787 et est mort le 15 septembre 1866  à Solesmes. Ses parents. Claude Courveille et Marguerite Beynieux (ép. Courveille), étaient marchands de dentelles. Il a une sœur Jeanne Courveille.

### Le Groupe de Saint-Irénée
En 1812, Jean-Claude Courveille entre au séminaire du diocèse de Saint-Flour.
En 1814, il entre au séminaire de Saint-Irénée à Lyon.
En 1815, Jean-Claude Courveille et Étienne Déclas décident de former un groupe qui réunit les séminaristes du séminaire de Saint-Irénée de Lyon, soutenant l’idée de la création d’une structure dédiée à la Vierge Marie.
Ce groupe informel est cependant considéré très sérieusement par ses différents membres, pour qui il représente un engagement moral. Ils établissent et signent à cet effet, le 23 juillet 1816, une « déclaration d’intention » par laquelle ils s’engagent à œuvrer de toutes leurs forces pour l’établissement d’une Société de Marie. Les différentes personnes qui par la suite s’engageront et soutiendront la création d’une société de Marie, signeront a posteriori cette déclaration d’intention.
Ce groupe sera par la suite connu comme le « Groupe de Saint-Irénée ». Il verra plusieurs de ses membres réussir à créer des structures, plus ou moins pérennes, dédiées à la Vierge Marie ; notamment Jean-Claude Colin avec sa Société de Marie (les Maristes) et Marcellin Champagnat avec les Frères Maristes des Écoles (qui deviendra une des quatre branches de la Société de Marie de Jean-Claude Colin).
De 1815 à 1820, Jean-Claude Courveille est, d’un commun accord entre les membres du groupe, considéré comme le représentant et porte-parole du groupe.
En 1817-1819, les relations avec les membres du Groupe de Saint-Irénée commencent à se détériorer. Il demande que le titre de Supérieur Général lui soit officiellement attaché, ce que les autres membres refusent. Il demande ensuite que l’ensemble des membres du groupe financent ses dépenses personnelles (au motif qu’il est leur supérieur) et qu’ils financent les projets mariistes qu’il a mis en place. Les membres du groupe refusent à nouveau.
À compter de 1820, émerge progressivement la figure de Jean-Claude Colin.
Le 4 juin 1826, Jean-Claude Courveille démissionne du Groupe de Saint-Irénée et de son projet de Société de Marie.

### Le projet "Mariiste"
Jean-Claude Courveille souhaite créer la « Très sainte congrégation des Mariistes ».
Le terme Mariistes étant l’association du « ist / ista » latin (utilisé pour indiquer l'adhésion à une certaine doctrine) au radical Mari (Marie, Sainte Marie mère de Dieu).
Le 22 juillet 1816, Jean-Claude Courveille est ordonné prêtre et est nommé vicaire de la paroisse de Verrières-en-Forez, où il forme l'association des « Laïcs de la Sainte Famille » qu'il entend faire devenir le « Tiers-Ordre des Mariistes ».
En 1817-1818, après les déclarations de Jean-Claude Courveille sur des révélations qu'il aurait reçues directement de la Vierge Marie, des réserves commencent à apparaitre à son sujet au sein du Groupe de Saint-Irénée et auprès de sa hiérarchie.
De 1817 à 1819, il est affecté à Rive-de-Gier. Il y trouve un groupe d'institutrices constitué par son prédécesseur. Il persuade certaines d'entre elles de devenir les « Sœurs de Marie ». À Saint-Clair-du-Rhône, il créait un second groupe d'institutrices « Sœurs de Marie ». Celles-ci devant toutes, à terme selon son projet, devenir des Sœurs Mariistes.
En 1819, Jean-Claude Courveille est nommé curé d'Épercieux-Saint-Paul. Il prend en charge la formation de deux enseignants avec lesquels il ouvre en 1822 une école dans la ville voisine de Feurs.
En 1819-1820, Courveille se rapproche de l’évêché de Grenoble pour essayer de mettre en place la « Congrégation des Mariistes » (le terme « Très sainte » n’est pas repris dans sa demande). Cette action n’aboutit pas.
En 1824, Courveille, conformément à son projet « Congrégation des Mariistes », essaye d’ouvrir un noviciat et d’établir une communauté de « prêtres missionnaires » avec pour mission d’aider les prêtres diocésains. Cette tentative échoue.
Le 7 septembre 1826, il obtient l'autorisation de l’évêque de Grenoble de créer une nouvelle école « Les Frères de la Congrégation de Marie » dans la ville de Saint-Clair-du-Rhône (ville où se trouvent les « Sœurs de Marie » mises en place en 1817-1819). Le préfet du département donne son accord à ce projet et le finance à hauteur de 1 600 francs. Le 10 décembre 1826, le conseil municipal de Saint-Clair-du-Rhône adopte une délibération par laquelle il finance les fournitures de l’école,.
En 1827, l’école des « Frères de la Congrégation de Marie » est ouverte. Le préfet du département octroie à cette occasion un nouveau financement de 2 300 francs.
En 1828, les autorités municipales et préfectorales lui retirent leur soutien en raison des négligences dans l’éducation et de la formation des enfants ainsi que pour ses absences fréquentes. L’école des « Les Frères de la Congrégation de Marie » est alors fermée.

### Lettre au pape Pie VII
Le 5 janvier 1822, Jean-Claude Courveille est l’un des trois signataires d’un courrier envoyé au Pape Pie VII.
Jean-Claude Colin, membre du Groupe de Saint-Irénée, travaille depuis 1817 sur un projet de Société de Marie (les Maristes). Dans le cadre de ce projet, l’évêque Bigex lui recommande d’écrire directement au pape Pie VII pour lui soumettre son projet. Sur cette recommandation, les membres du Groupe de Saint-Irénée décident d’adresser une lettre au pape, celle-ci est datée du 5 janvier 1822.
Cette lettre est signée par Jean-Claude Colin (auteur du projet), Pierre Colin (prêtre, qui fait office de secrétaire au sein du Groupe d’Irénée et pour son frère Jean-Claude Colin) et par Jean-Claude Courveille (en guise de représentant de l’ensemble du Groupe de Saint Irénée).
Cette lettre sera plus tard utilisée par Jean-Claude Courveille pour essayer de revendiquer la fondation de la Société de Marie établie par Jean-Claude Colin.

### Les Frères Maristes des Écoles
Marcellin Champagnat a pour projet d’établir des frères enseignants pour catéchiser et instruire les enfants des campagnes.
Ce projet antérieur à son entrée au séminaire et son adhésion au Groupe de Saint-Irénée, est officiellement commencé avec le début de la formation des deux premiers frères, Jean-Marie Granjon et Jean-Baptiste Audras, le 2 janvier 1817.
D’abord appelés « Petits Frères de Marie » ils deviendront par la suite les « Frères Maristes des Écoles »
Le 12 mai 1824, est acceptée la demande de Jean-Claude Courveille d’être transféré de la paroisse d'Épercieux-Saint-Paul vers la paroisse de La Valla-en-Gier, où officie Marcelin Champagnat afin d’aider ce dernier dans la gestion des écoles qu’il a ouvertes.
Le 19 juillet 1824, Jean-Claude Courveille fait diffuser des prospectus informatifs concernant les écoles ouvertes par Marcelin Champagnat, et qu’il vient d’intégrer, dans lesquels il se présente comme le « prêtre Supérieur général ». Marcelin Champagnat y est présenté comme le « prêtre directeur ».
Dans un autre courrier, adressé cette fois-ci directement à l’évêché de Lyon, il se présente comme le « fondateur de la congrégation des Petits Frères de Marie ». Ces actions constituent les premières tentatives de Jean-Claude Courveille de s’attribuer la fondation des Petits Frères de Marie établie par Marcelin Champagnat.
Le 28 juillet 1824, l’évêché de Lyon envoie un courrier réfutant cette action et le titre de fondateur à Jean-Claude Courveille et confirmant Marcelin Champagnat comme fondateur.
En 1825, Jean-Claude Courveille essaye d’exercer une autorité directe sur les frères et les prêtres impliqués dans le projet des « Petits Frères de Marie » de Marcelin Champagnat. Ceux-ci refusent son autorité et ses directives, déclarant ne reconnaitre que l’autorité de Marcellin Champagnat. Face à cette situation, Jean-Claude Courveille demande qu’un vote ait lieu parmi les frères (sans les prêtres) pour que ceux-ci se choisissent un supérieur, entre Marcellin Champagnat et lui-même. Marcelin Champagnat est élu à l’unanimité. Jean-Claude Courveille demande alors qu’un vote ait lieu parmi les prêtres (au nombre de trois a cette époque), pour que ceux-ci se choisissent un supérieur. Sa demande de vote est rejetée et aucun vote n'est organisé.
En 1826, Jean-Claude Courveille contacte les autorités diocésaines pour se plaindre nommément de Marcelin Champagnat, de la mauvaise formation qu’il prodigue aux frères, de sa mauvaise administration des affaires matérielles et du manque d’observance généralisé de la discipline religieuse. À la suite de ce signalement, le vicaire général Simon Cattet est envoyé en inspection auprès de Marcelin Champagnat, des frères et des écoles. Dans son rapport, Simon Cattet rapporte pour toute remarque que, selon son lui, la formation des frères comportait trop de travail.

### Départ du Groupe de Saint-Irénée
En mai 1826, Jean-Claude Courveille décide de partir en pèlerinage à l’abbaye Notre-Dame d'Aiguebelle alors tenu par les moines trappistes.
Le 4 juin 1826, il écrit une lettre à Marcelin Champagnat et Étienne Terraillon (membre du Groupe de Saint-Irénée, actuellement prêtre en activité auprès de Marcelin Champagnat et de ses Petits Frères de Marie) et demande qu'elle soit lue à toute la communauté.
Dans cette lettre, Jean-Claude Courveille critique les divergences d'opinions concernant « le but, la forme, les intentions et l'esprit de la véritable Société de Marie », l'indépendance et le manque de soumission ainsi que le manque d’observance.
Il les informe également qu’il souhaite devenir moine trappiste auprès de l’abbaye Notre-Dame d'Aiguebelle et leur demande s’ils pensent que son départ est une bonne chose, d’accepter sa démission et son transfert.
Il signe cette lettre « Fondateur et Supérieur général mariste, prêtre indigne ».
Marcellin Champagnat et Jean-Claude Colin (représentant du Groupe de Saint-Irénée à ce moment) acceptent la démission de Jean-Claude Courveille et son transfert.
Le 11 juin 1826, après avoir reçu la lettre l’informant que sa démission est acceptée, ainsi que sa demande de transfert, Jean-Claude Courveille quitte l’abbaye Notre-Dame d'Aiguebelle. Le 12 juin 1826, il arrive à Saint-Chamond et demande à être reçu par Marcelin Champagnat pour lui demander d’être réintégré auprès des Petits Frères de Marie et dans le projet Société de Marie. Celui-ci refuse.
Face à ce refus, Jean-Claude Courveille demande à rencontrer l’évêque du diocèse de Lyon pour lui demander de le réassigner d’autorité auprès de Marcelin Champagnat et de ses Petits Frères de Marie. Celui-ci refuse et l’informe qu’il n’y aura plus aucune place pour lui au sein du diocèse. Il lui donne cependant un celebret qui l’autorise à dire la messe.
En juillet 1826, Jean-Claude Courveille se rend à Cerdon pour demander à la communauté de pères maristes (communauté mise en place le 29 octobre 1824 par Jean-Claude Colin, conformément à son projet de Société de Marie) de l’accueillir en leur sein. Ceux-ci refusent.

### Sans paroisse
Grâce à son premier celebret, Jean-Claude Courveille parvient à en obtenir un autre de la part de l'évêque de Chambéry, le 19 juillet 1826.
Après l'échec de l'école « Les Frères de la Congrégation de Marie » dans la commune de Saint-Clair-du-Rhône, Jean-Claude Courveille souhaite s'installer dans une nouvelle commune et paroisse. Il obtient, en 1828, un troisième celebret de l'évêque de Grenoble.
Les archives des diocèses de Nîmes, Toulouse, Limoges et Clermont-Ferrand montrent qu’il les a contacté à cet effet et qu’il a utilisé les trois celebrets, dont deux étaient falsifiés (celui de Lyon et Chambéry qui montrent la date de 1828, au lieu de 1826).
En 1829, il retourne à Cerdon pour demander une nouvelle fois à la communauté des pères maristes de l’accueillir en leur sein et d’être intégré à la Société de Marie de Jean-Claude Colin. Ceux-ci refusent de nouveau.
En 1829, il s’installe à Apinac, village natal de sa mère, lieu de résidence de sa sœur Jeanne depuis 1824 et de son oncle maternel, Mathieu Beynieux prêtre de la paroisse du village. À cette époque, la paroisse dépend du diocèse de Lyon. Celui-ci l’autorise à célébrer la messe avec son oncle, prêtre de la paroisse, mais refuse de l’assigner à la paroisse. Bien qu’apprécié par la population, sa santé mentale est mise en cause. Il aime notamment se promener avec un galero d’évêque et une crosse épiscopale.

### Agressions sexuelles
En 1832, à la suite du témoignage d’un enfant auprès de sa mère et à l’enquête qui en suivit, ce sont six enfants qui sont finalement découverts avoir subi des agressions sexuelles de la part de Jean-Claude Courveille.
Son oncle, Mathieu Beynieux, prêtre de la paroisse, refuse que Jean-Claude Courveille continue à célébrer la messe dans la paroisse. Le diocèse de Lyon prononce un « interdit » à l’encontre de Jean-Claude Courveille.
En 1832, Jean-Claude Courveille demande une nouvelle fois à être accueilli au sein de la Société de Marie de Jean-Claude Colin., ce qui lui est de nouveau refusé.
En février 1833, sur la base des celebrets falsifiés et en absence de contrôle de la part des autorités diocésaines de Bourges, Jean-Claude Courveille parvient à se faire nommer prêtre de la chapelle de l’hôpital caritatif de Châteauroux.
Le 7 octobre 1833, les autorités diocésaines de Bourges reçoivent des informations « troublantes » au sujet de Courveille et décident qu’il « est à surveiller », mais le laissent à son poste.
Le 17 août 1835, Jean-Claude Courveille est accusé « de graves fautes morales ». Celui-ci demande alors l’autorisation de quitter le diocèse. Sa demande est acceptée le 8 septembre 1835.
Le 24 octobre 1835, en falsifiant de nouveaux documents, Jean-Claude Courveille parvient à se faire nommer prêtre dans la paroisse de Witry-les-Reims du diocèse de Reims.
En avril 1836, il est radié de la liste des prêtres du diocèse.
D’avril à juillet 1836, Jean-Claude Courveille aurait peut-être été incarcéré à la prison de Reims.
Selon le père Benoit Lagniet (prêtre chargé de collecter des informations sur les débuts de la Société de Marie de Jean-Claude Colin), Jean-Claude Courveille se serait « compromis » lorsqu'il officiait dans la paroisse de Witry-les-Reims et c'est pour cela il aurait incarcéré. Cependant, les archives de la Marne et de la prison de Reims ayant été détruites au cours de la Première Guerre mondiale, plus aucune preuve matérielle ne vient confirmer ou infirmer cette déclaration.

### Abbaye de Solesmes
Le 9 juillet 1836, Jean-Claude Courveille contacte l’évêque du Mans pour lui demander d’être assigné à l’Abbaye Saint-Pierre de Solesmes. L’évêque du Mans ne demande aucune information ou documents le concernant aux précédents diocèses, il se contente de l’interroger verbalement. Satisfait de ses réponses, il accepte sa demande et contacte le supérieur de l'abbaye Saint-Pierre de Solesmes pour lui demander d’accueillir Jean-Claude Courveille.
Le 27 août 1836, Jean-Claude Courveille intègre le noviciat de l’abbaye. Le 21 mars 1838, il prononce ses vœux solennels et devient moine de l’Abbaye.
Il y reste jusqu’à la fin sa mort, le 25 septembre 1866.

## Pseudo-miracles
Jean-Claude Courveille raconte[Quand ?] qu'il aurait été infecté par le virus de la variole à l’âge de dix ans, qui le l'aurait rendu presque aveugle (1797). Il souhaite alors devenir prêtre mais cette importante déficience visuelle l'en empêche.
En 1809, il aurait décidé de partir en pèlerinage à la cathédrale Notre-Dame du Puy-en-Velay. Là, il se serait frotté les yeux avec l’huile d’une lampe, qui brulait devant une statue de la Vierge Marie, retrouvant alors une vision complète et parfaite.
Le 25 août 1812, dans la cathédrale Notre-Dame du Puy-en-Velay, au pied de la même statue, il dit avoir entendu intérieurement la Vierge Marie s'adresser à lui et lui déclarer qu'elle souhaitait que, tout comme Ignace de Loyola a mis en place la Compagnie de Jésus, qu'une société lui soit consacrée.
En 1817-1818, Jean-Claude Courveille déclare qu’il a eu une nouvelle révélation : le roi de France Louis XVIII allait rejoindre la Société de Marie qui serait créée et la Vierge Marie lui concéderait alors tous ses pouvoirs.
En 1832, il menace les membres de la Société de Marie d'une malédiction de la Vierge Marie si ceux-ci continuent de refuser de l'intégrer parmi eux et de le nommer Supérieur général de la Société de Marie.
Aucun de ces dires et faits n'ont été reconnus par l'Église.